# UV Piscium
UV Piscium (UV Psc / HD 7700 / HIP 5980) és un sistema estel·lar de magnitud aparent +8,91 situat a la constel·lació dels Peixos, un grau al sud de ζ Piscium. S'hi troba a 275 anys llum del sistema solar.
UV Piscium és una binària espectroscòpica on la component més brillant és una nana groga de tipus espectral G5V molt semblant al Sol. Té una temperatura efectiva de 5.780 ± 100 K i la seva lluminositat és un 23% major que la lluminositat solar. Amb una massa de 0,98 masses solars, el seu radi és un 11% més gran que el de el Sol i gira sobre si mateixa amb una velocitat de rotació projectada de 68 km/s. L'estrella secundària és una nana taronja de tipus K3V la temperatura és de 4750 ± 80 K. La seva lluminositat equival al 30% de la que té el Sol i la seva massa és igual a 3/4 parts de la massa solar. El seu radi és un 16% més petit que el radi solar i gira sobre si mateixa amb una velocitat de rotació de almenys 53 km/s.
UV Piscium constitueix una binària eclipsant i el seu període orbital és de 0,861 dies. A l'eclipsi principal la seva brillantor disminueix 1,14 magnituds mentre que en el secundari el descens de brillantor és de 0,63 magnituds. És, a més, una variable RS Canum Venaticorum -el que implica una intensa activitat cromosférica - així com una radioestrella. L'edat del sistema s'estima en 7.900 milions d'anys.